# Vies Verdes de Girona

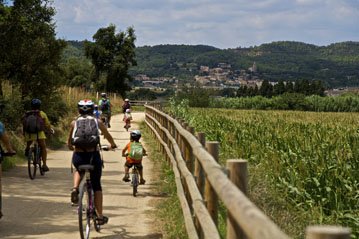
Tram de la Ruta del Tren Petit, entre Palamós i Palafrugell.

Les vies verdes de Girona són un conjunt d'infraestructures sense tràfic motoritzat desenvolupades sobre antics traçats ferroviaris que discorren per les comarques gironines. Tenen el seu origen a la xarxa de carrilets que configurava la comunicació entre pobles d'aquestes i, en l'actualitat, permeten anar des del Pirineu fins a la Costa Brava. El trajecte transcorre a través de cinc de les vuit comarques gironines: el Baix Empordà, el Gironès, la Selva, la Garrotxa i el Ripollès. Les quatre vies verdes són gestionades per un mateix organisme, el Consorci de les Vies Verdes de Girona, que integra els vint-i-vuit ajuntaments de les poblacions per on transcorren els quatre traçats de vies verdes gironines.
A finals del segle xix, la iniciativa privada de la burgesia industrial, amb el suport de la ciutadania i el suport tècnic d'enginyers civils, va anar implantant els anomenats trens econòmics per tal d'incrementar la circulació de mercaderies i l'accés a les zones portuàries, la qual va suposar un avanç important en la industrialització i la comunicació entre pobles. Els traçats d'aquestes vies de tren van ser garantia d'una bona relació entre les poblacions i, actualment, són camins que permeten la pràctica del cicloturisme i el senderisme. Les vies verdes de Girona foren guardonades amb el 2n Premi d'excel·lència de les Vies Verdes Europees 2003 i una Menció Especial en la categoria de mobilitat el 2007.
Els 125 quilòmetres de recorregut estan estructurats en quatre trams: la Ruta del Ferro i del Carbó, que va de Ripoll a Ogassa passant per Sant Joan de les Abadesses; la Ruta del Carrilet I Olot – Girona que uneix aquestes dues ciutats travessant els poblets de les valls dels rius Ter, Brugent i Fluvià; la Ruta del Carrilet II Girona – Sant Feliu de Guíxols; i la Ruta del Tren Petit, que uneix les poblacions de Palamós i Palafrugell.